# Seaca (Olt)
Seaca is een Roemeense gemeente in het district Olt.
Seaca telt 2114 inwoners.